# Дело № 39
«Де́ло № 39» (англ. Case 39) — мистический триллер 2009 года немецкого режиссёра Кристиана Альварта с участием обладательницы «Оскара» Рене Зеллвегер. Фильм рассказывает о социальном работнике, которую направляют в семью Салливанов, чья десятилетняя дочь предположительно подвергается насилию со стороны родителей. По ходу повествования героине Зеллвегер предстоит выяснить, что девочка вовсе не жертва, а совсем наоборот.

## Сюжет
Социальный работник Эмили Дженкинс (Рене Зеллвегер) спасает чуть не убитую родителями десятилетнюю девочку по имени Лилит Салливан (Джодель Ферланд). Лилит очень просит Эмили взять её под опеку. Девочка ходит на групповую детскую терапию под руководством друга Эмили, психолога Дага (Брэдли Купер). Вскоре мальчик из группы жестоко убивает своих родителей. Перед убийством из дома Эмили звонили этому мальчику. Даг беседует с Лилит, после чего говорит Эмили об угрозе со стороны девочки. Даг умирает из-за галлюцинаций, связанных с его фобией (ему кажется, что множество ос вылезают из его тела, и, пытаясь избавиться от них, он ломает себе шею). Эмили просматривает запись допроса матери Лилит, где та говорит, что её дочь — демон. Эмили приезжает в психиатрическую больницу к родителям Лилит. Мать в полном бреду — ей кажется, что она горит. Отец договаривается с Эмили об убийстве Лилит…

## В ролях
| Актёр            | Роль                         |
| ---------------- | ---------------------------- |
| Рене Зеллвегер   | Эмили Дженкинс               |
| Джодель Ферланд  | Лилит «Лили» Салливан        |
| Йен Макшейн      | детектив Майк Бэррон         |
| Брэдли Купер     | Даг Эймс                     |
| Каллум Кит Ренни | Эдвард Салливан отец Лилит   |
| Керри О’Малли    | Маргарет Салливан мать Лилит |
| Эдриан Лестер    | Уэйн начальник Эмили         |
| Синтия Стивенсон | Нэнси                        |
| Александр Конти  | Диего                        |

## Критика
Фильм получил в целом негативные отзывы кинокритиков. На сайте Rotten Tomatoes фильм имеет рейтинг 21 % на основе 75 рецензий со средним баллом 4 из 10. Консенсус сайта гласит: «Режиссёр Кристиан Альверт потратил свой определённый стиль на ничуть не пугающий и неоригинальный сюжет». На сайте Metacritic фильм имеет оценку 25 из 100 на основе 15 рецензий критиков, что соответствует статусу «смешанные или средние отзывы».